# Kanagonahalli, Pandavapura
Kanagonahalli là một làng thuộc tehsil Pandavapura, huyện Mandya, bang Karnataka, Ấn Độ.